# کاپیتان آنتیفر
کاپیتان آنتیفر (فرانسوی: Mirifiques Aventures de Maître Antifer‎) یک رمان به زبان فرانسوی اثر ژول ورن می‌باشد. که در سال ۱۸۹۴ منتشر شد.